# Parocneria orientis
Parocneria orientis är en fjärilsart som beskrevs av Daniel 1963. Parocneria orientis ingår i släktet Parocneria och familjen tofsspinnare. Inga underarter finns listade i Catalogue of Life.